# Hippocampus zosterae
Патуљасти морски коњић (Hippocampus zosterae) је зракоперка из реда Syngnathiformes и породице морских коњића и морских шила (Syngnathidae).

## Распрострањење
Ареал врсте покрива мањи број држава. Станиште врсте океанско дно у приобаљу (неритичка зона) Бахамских острва и делова Сједињених Америчких Држава. Угрожен је због губитка станишта. Према Гинисовој књизи рекорда, најспорија је врста рибе, јер је највећа брзина коју достижеоко 1,5 m на сат.

## Угроженост
Подаци о распрострањености ове врсте су недовољни.